# Лундберг, Леннарт
Леннарт Арвид Лундберг (швед. Lennart Arvid Lundberg; 29 сентября 1863, Норрчёпинг — 27 июля 1931, Карлсхамн) — шведский композитор и музыкальный педагог.
Родился в семье банковского служащего. Окончил Королевскую консерваторию в Стокгольме (1886), ученик Хильды Тегерстрём, Йозефа Денте и Конрада Нордквиста, в дальнейшем занимался также у Генриха Эрлиха, Игнаца Падеревского и Камиллы Дюбуа.
От исполнительской карьеры отказался почти сразу. Наибольшее значение имела педагогическая работа Лундберга. В 1904 году он заменил свою наставницу Тегерстрём в Стокгольмской консерватории, в 1913 году получил звание профессора и преподавал до 1928 года. Среди его учеников были Свен Брандель, Гуннар де Фрумери, Эрланд фон Кох и другие заметные шведские музыканты.
Как композитор поначалу усвоил французский салонный стиль под влиянием Эрнеста Ле Турнё (1868—1898), модного парижского музыканта, и дебютировал в 1890 году в Париже, исполнив свой Op. 1, фортепианную пьесу «У края моря» (фр. Au bord de la mer). Основные сочинения Лундберга относятся к первому двадцатилетию XX века, в основном это фортепианная музыка, а также несколько песен. Вальтер Ниман в 1918 году называл Лундберга самым модернистским из шведских композиторов.
В 1904 году избран членом Шведской королевской музыкальной академии. Последние три года жизни провёл на пенсии в Карлсхамне, занимаясь преимущественно пейзажной живописью.
Лундбергу посвящены одна из Трёх фантазий Op. 4 Зыгмунта Стоёвского (1891) и одно из Трёх интермеццо Op. 45 Игнаца Фридмана.